# Blepharita obscura
Blepharita obscura är en fjärilsart som beskrevs av Barend J. Lempke 1964. Blepharita obscura ingår i släktet Blepharita och familjen nattflyn. Inga underarter finns listade i Catalogue of Life.